# Столбищи (Ярославская область)
Столбищи — деревня Николо-Эдомского сельского округа Артемьевского сельского поселения Тутаевского района Ярославской области.
Столбищи расположено на левом, восточном берегу реки Малая Эдома, текущей в южном направлении, в её нижнем течении перед впадением в реку Эдома. Напротив Столбищ в Малую Эдому с запада впадает правый приток Пухарка. Находясь в лесном регионе, Столбищи находятся в центре освоенной в сельскохозяйственном отношении территории, вокруг которого группируется ряд деревень в трёх основных направлениях: на северо-восток, вниз по реке Эдома в сторону центра сельского поселения Артемьево, на юго-восток вверх по реке Эдома, на запад вверх по реке Пухарка. Вверх по реке Малая Эдома на расстоянии около 3-х километров следует лес, за которым расположены компактно расположенные деревни Рыбинского района. Деревня имеет относительно большое население, в ней в 1980-х годах выстроены многоквартирные благоустроенные дома, она является центральной усадьбой сельскохозяйственного предприятия, которое носит название «Свобода» ещё со времён бывшего здесь колхоза. Территория деревни с трёх сторон охватывается Эдомой. От деревни Малая Эдома течёт на юго-восток, оставляя по правому берегу деревню Каменка. Там она встречается с текущей навстречу Эдомой. После слияния рек Эдома поворачивает на север, охватывая острую луку, на котором стоит деревня столбищи. В крайней точке этой луки, на восток от Столбищ стоит деревня Омелино. От Омелино река течёт на северо-запад. По течению ниже Омелино и на северо-восточной окраине Столбищ находятся основные производственные строения сельскохозяйственного предприятия..
Село Столбище указано на плане Генерального межевания Борисоглебского уезда 1792 года. В 1825 Борисоглебский уезд был объединён с Романовским уездом. По сведениям 1859 года село относилось к Романово-Борисоглебскому уезду.
На 1 января 2007 года в деревне Столбищи числилось 440 постоянных жителей. Почтовое отделение, находящееся в деревне, обслуживает дома на трёх улицах: Центральная (23 дома), Колхозная (42 дома), Молодёжная (23 дома).